# 7,63 × 25 mm Mauser
Le 7,63 × 25 mm Mauser fut, dès l'an 1896, la première cartouche à être utilisée comme munition du pistolet Mauser C96.

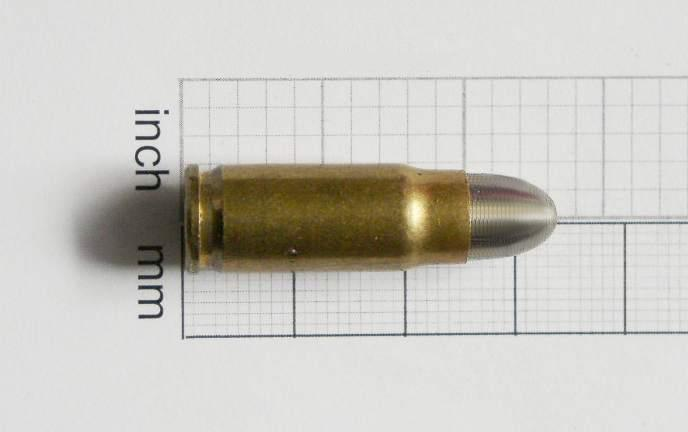

## Historique
Lors de la conception du pistolet Mauser C96, le choix de la munition s'est naturellement porté sur une des cartouches les plus récentes, celle utilisée par le pistolet Borchardt.
Cette cartouche, connue sous le nom de 7,65 mm Borchardt, s'est révélée insuffisamment puissante pour le robuste mécanisme du Mauser C96. Ses concepteurs ont donc augmenté très sensiblement les performances de celle-ci, créant une cartouche nouvelle sous la référence 7,63 × 25 mm Mauser. Aux États-Unis, elle est connue sous le nom de .30 Mauser (trente centièmes de pouce).
Ayant la forme d'une bouteille (forme caractéristique pour la fin du XIXe siècle) cette munition restera la plus rapide, pour une arme de poing, jusqu'à l'arrivée du .357 Magnum vers 1935.
Sa vitesse à la bouche élevée (430 m/s) lui confère une trajectoire très plate. Cette propriété explique la graduation de la planchette de hausse du Mauser allant jusqu'à 1 000 mètres, valeur qui demeure très optimiste pour une arme de poing. Néanmoins, l'utilisation de l'étui-crosse du Mauser C96, le transformant en petite carabine, permet des tirs à des distances bien supérieures à celles normalement dévolues aux autres pistolets (jusqu'à 300 mètres).
La force de pénétration de cette munition est importante. Les « gangsters » de Chicago des années trente s'en serviront pour percer les blindages des automobiles de leurs concurrents.
La cartouche de 7,63 Mauser sera finalement copiée vers 1930 en Union soviétique et poursuivra sa carrière sous le nom de 7,62 Tokarev (voir Tokarev TT 33). Si les deux munitions sont généralement interchangeables, il est souhaitable de vérifier les données de chargement ou de rechargement avant utilisation dans une arme comme le C96 qui peut avoir déjà vécu beaucoup d'aventures…

## Données techniques
- Balle : ogive blindée (données actuelles)
- Dimensions : 7,62 x 25 mm
- Masse de la balle : 5,6 g
- Vitesse à la bouche : 355 à 430 m/s (en fonction du chargement)